# BMW iX3
A BMW iX3 (modellkód: G08) egy akkumulátoros elektromos kompakt luxus crossover SUV autótípus, amelyet a BMW gyárt. Az alapjául szolgáló koncepcióautót 2018-ban mutatták be a BMW X3 akkumulátoros elektromos változataként. A X3-mal azonos platformra épül, és külsőre is csak apró különbségekben tér el tőle. A BMW iX3 az elektromos hajtású BMW i-család harmadik autója és az első akkumulátoros elektromos BMW SUV.

## Áttekintés
A BMW iX3 szériaváltozatát 2020 júliusában mutatták be. 80 kWh-s akkumulátorcsomaggal rendelkezik, 73,83 kWh használható kapacitással, amely 460 km-es WLTP-hatótávolságot tesz lehetővé. A BMW iX3-at 210 kW-os villanymotor hajtja a hátsó tengelyen, és 6,8 másodperc alatt gyorsul fel állóhelyzetből 100 km/órás sebességre. Maximális sebessége 180 km/óra. A BMW iX3 gyártása 2020 szeptemberében kezdődött, és 2021 óta megvásárolható.

A BMW iX3 adaptív LED-es fényszórókkal, 19 hüvelykes kétszínű kerekekkel, háromdimenziós LED-es hátsó lámpákkal, 12 hüvelykes digitális kijelzőt és 12 hüvelykes központi érintőképernyőt tartalmazó BMW Live Cockpit Professional műszerfal-elrendezéssel és bőrülésekkel rendelkezik.

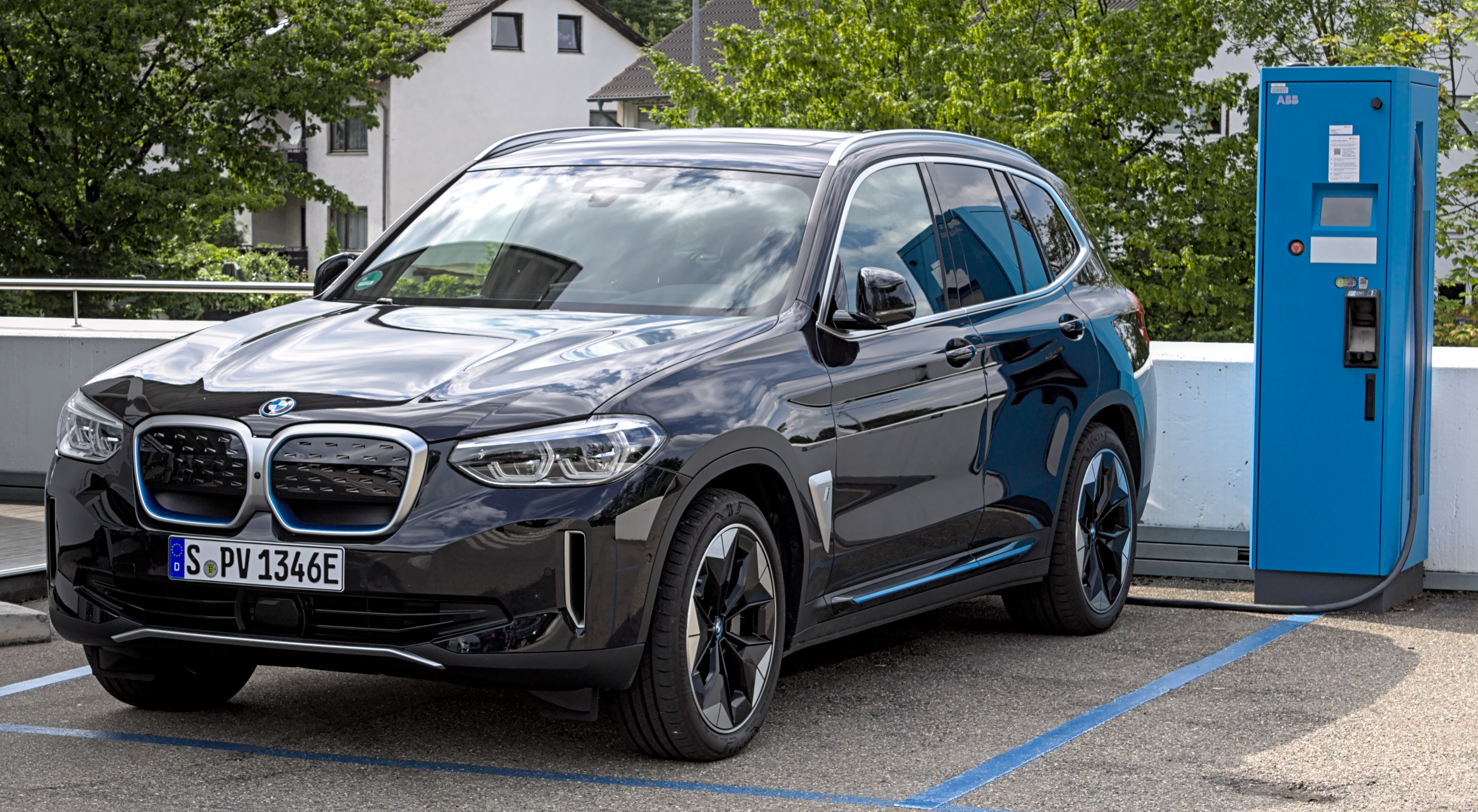
Elölnőzetből
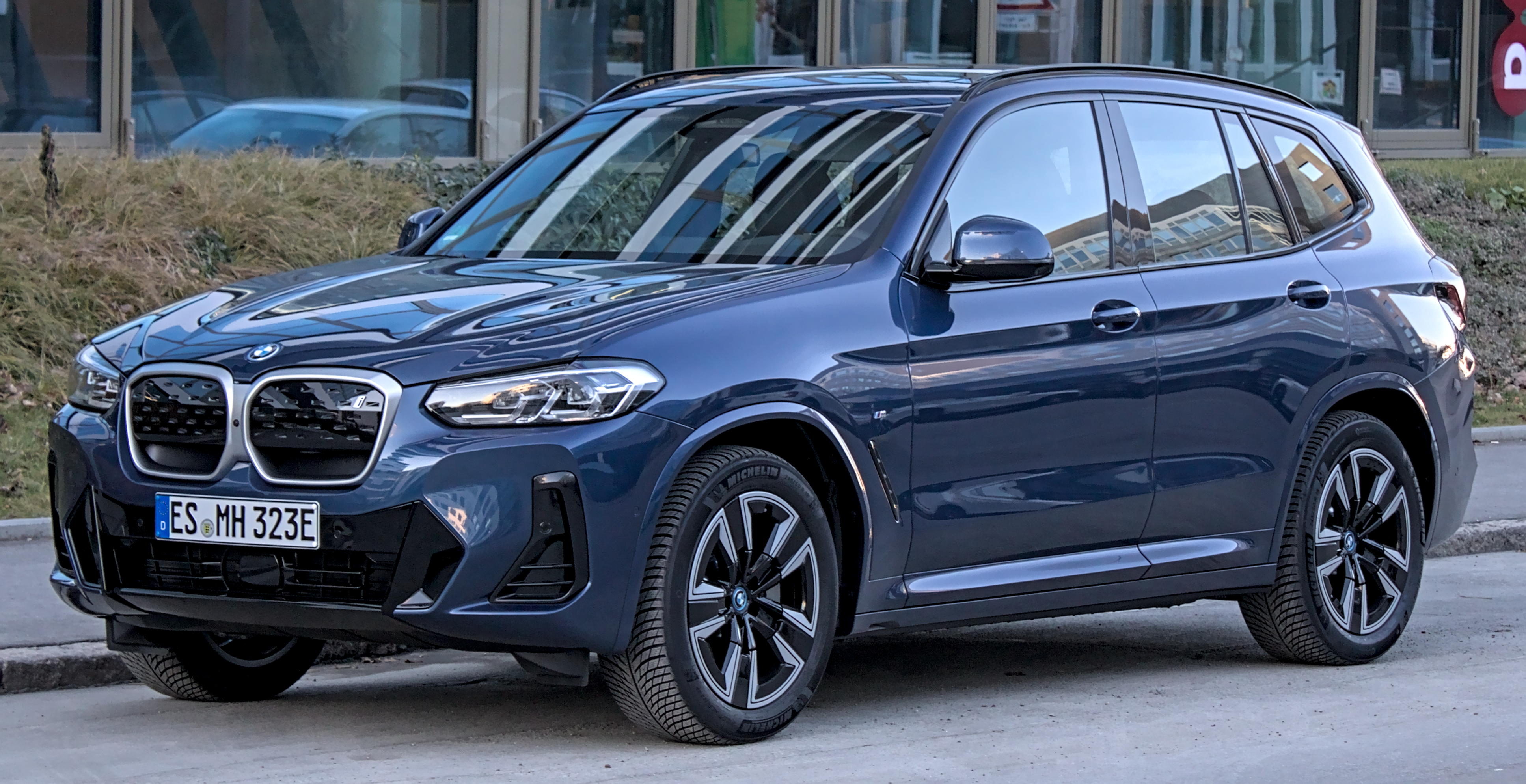
Elölnőzetből
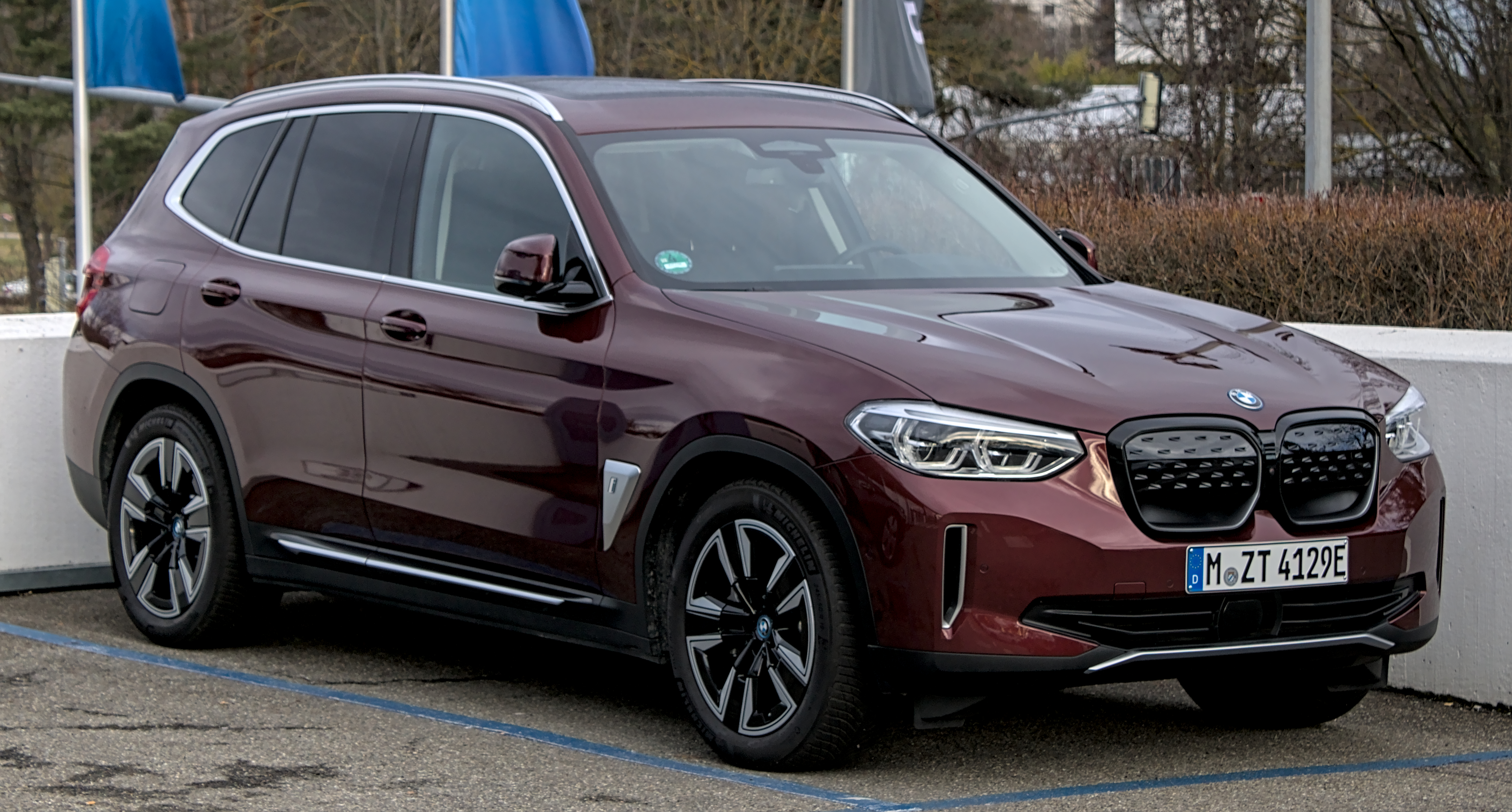
Elölnőzetből
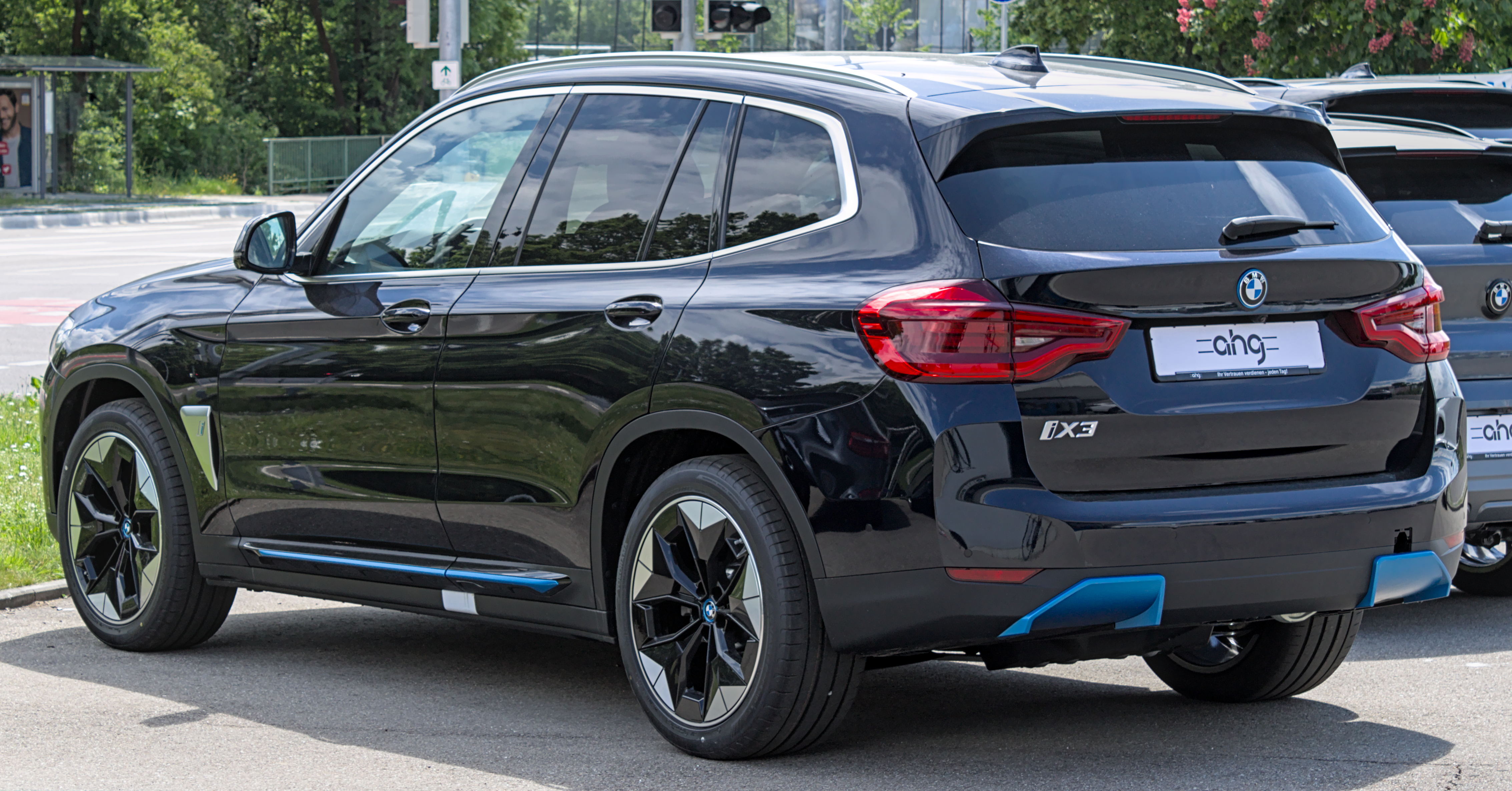
Hátulnézetből
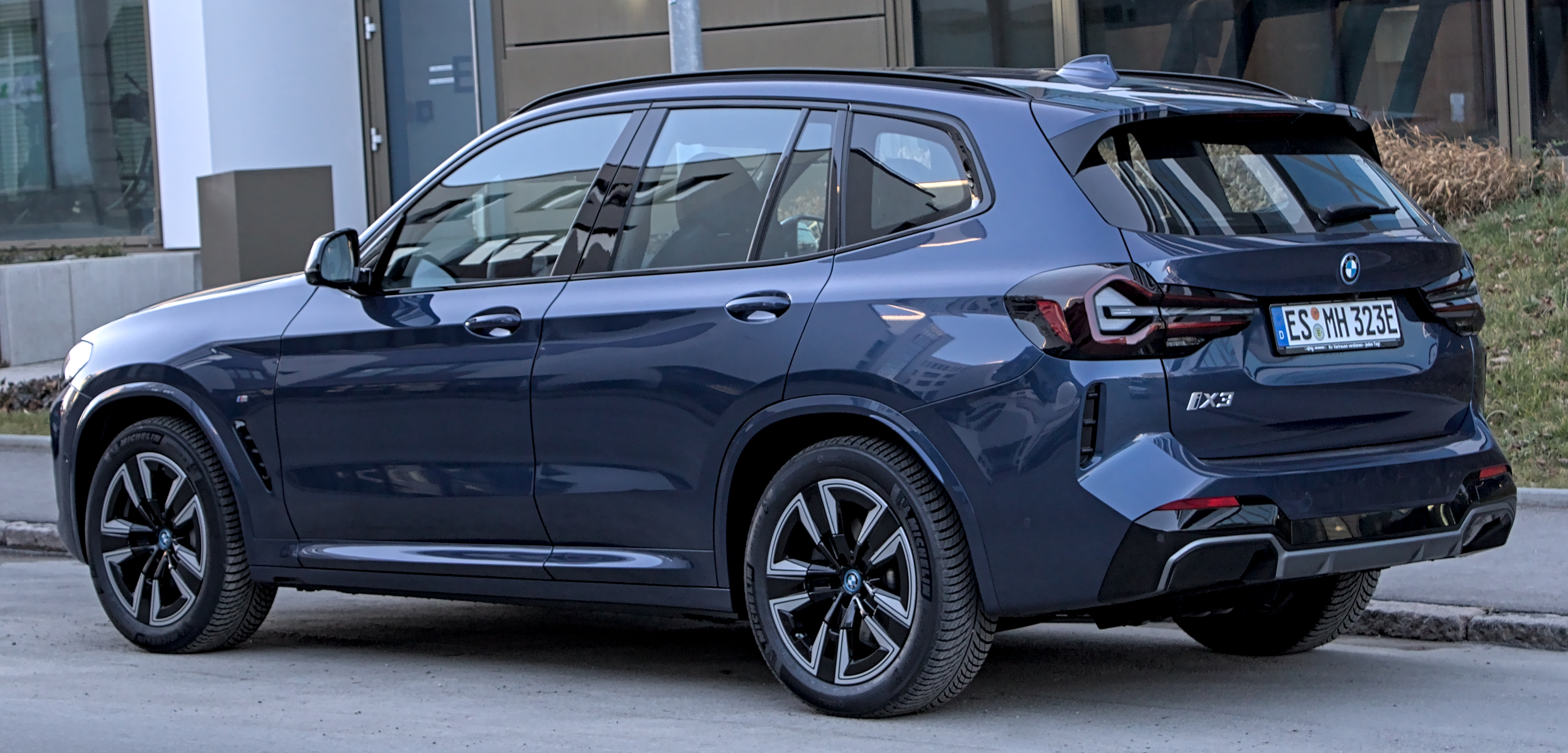
Hátulnézetből
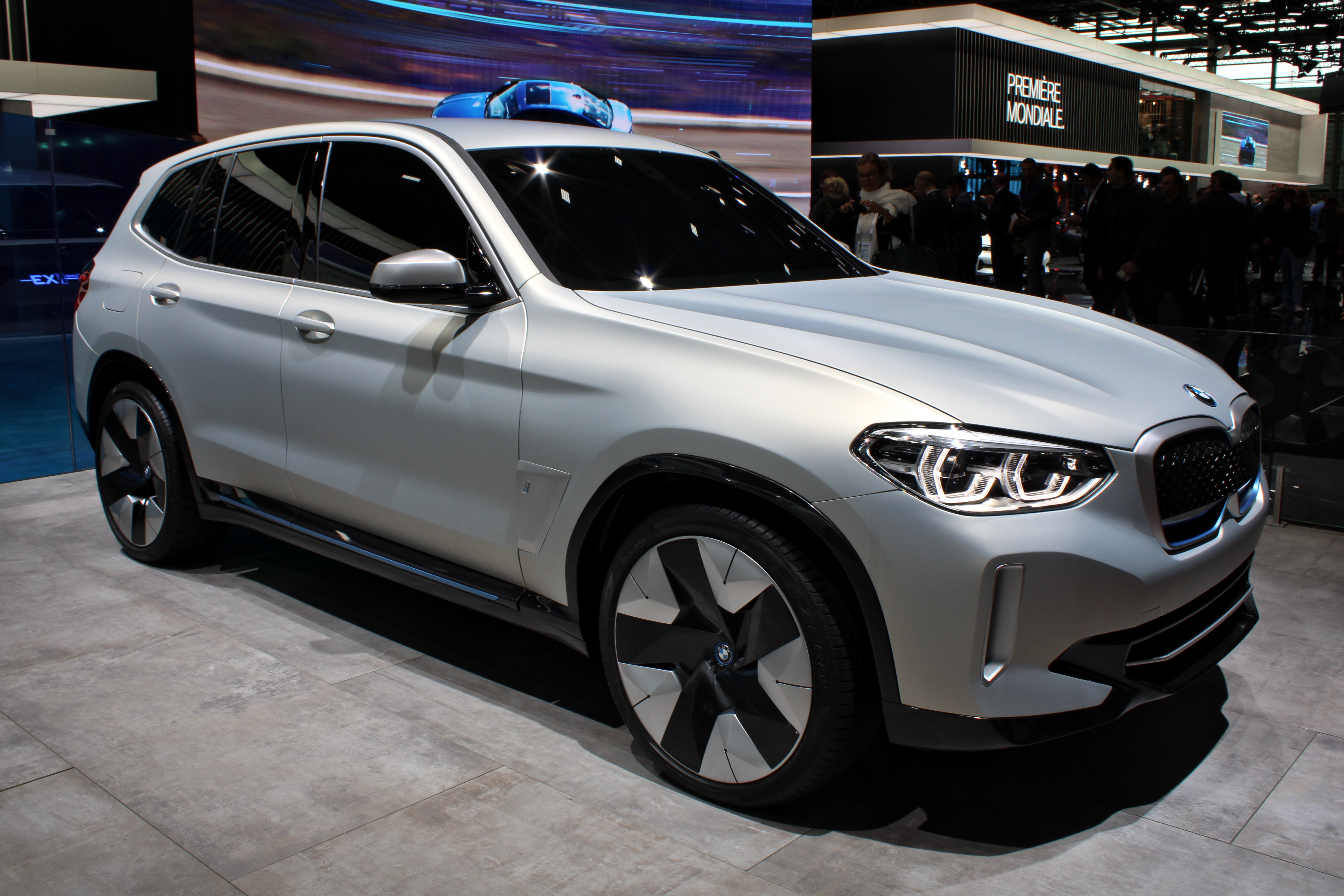
A BMW iX3 Concept koncepcióautó
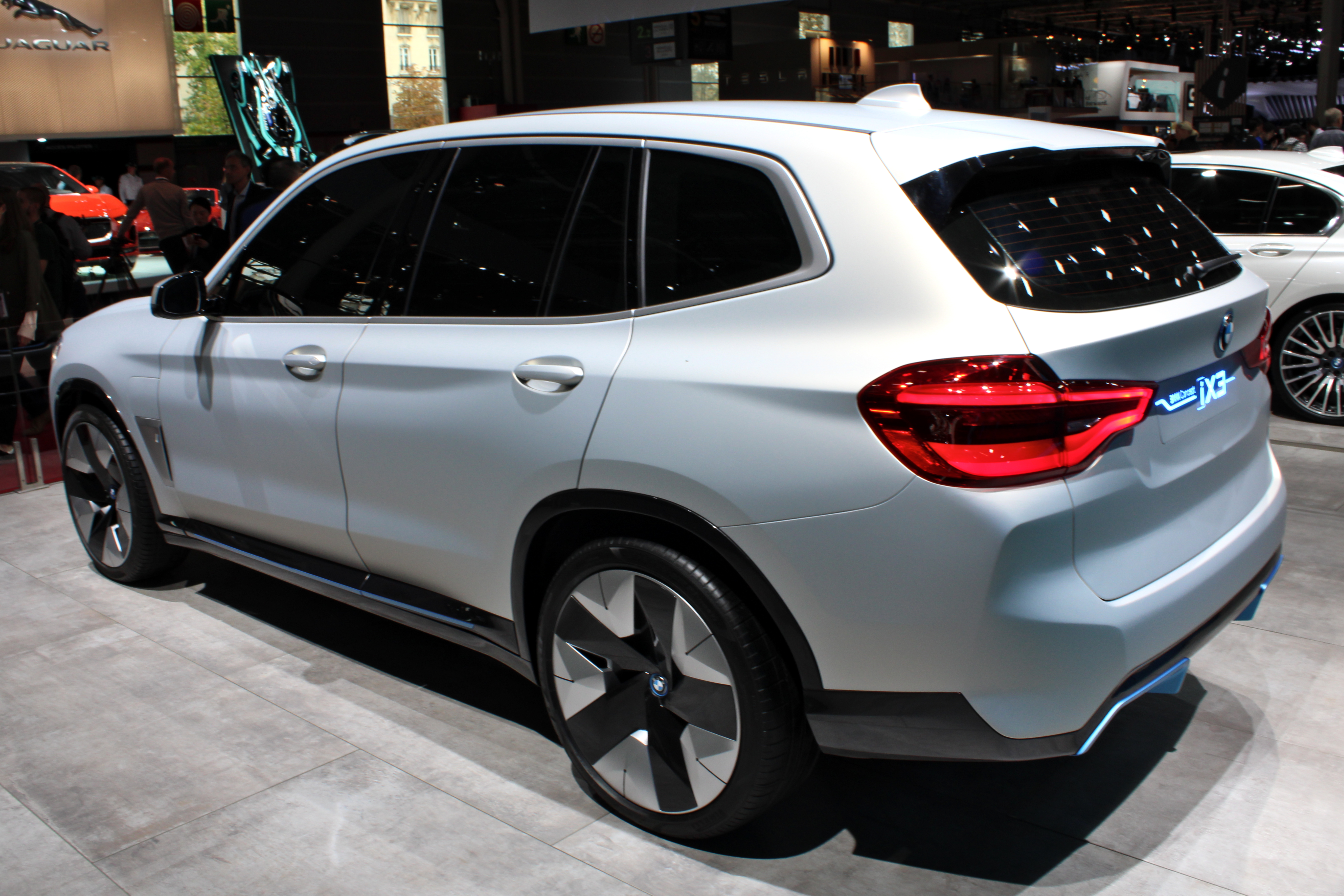
A BMW iX3 Concept koncepcióautó
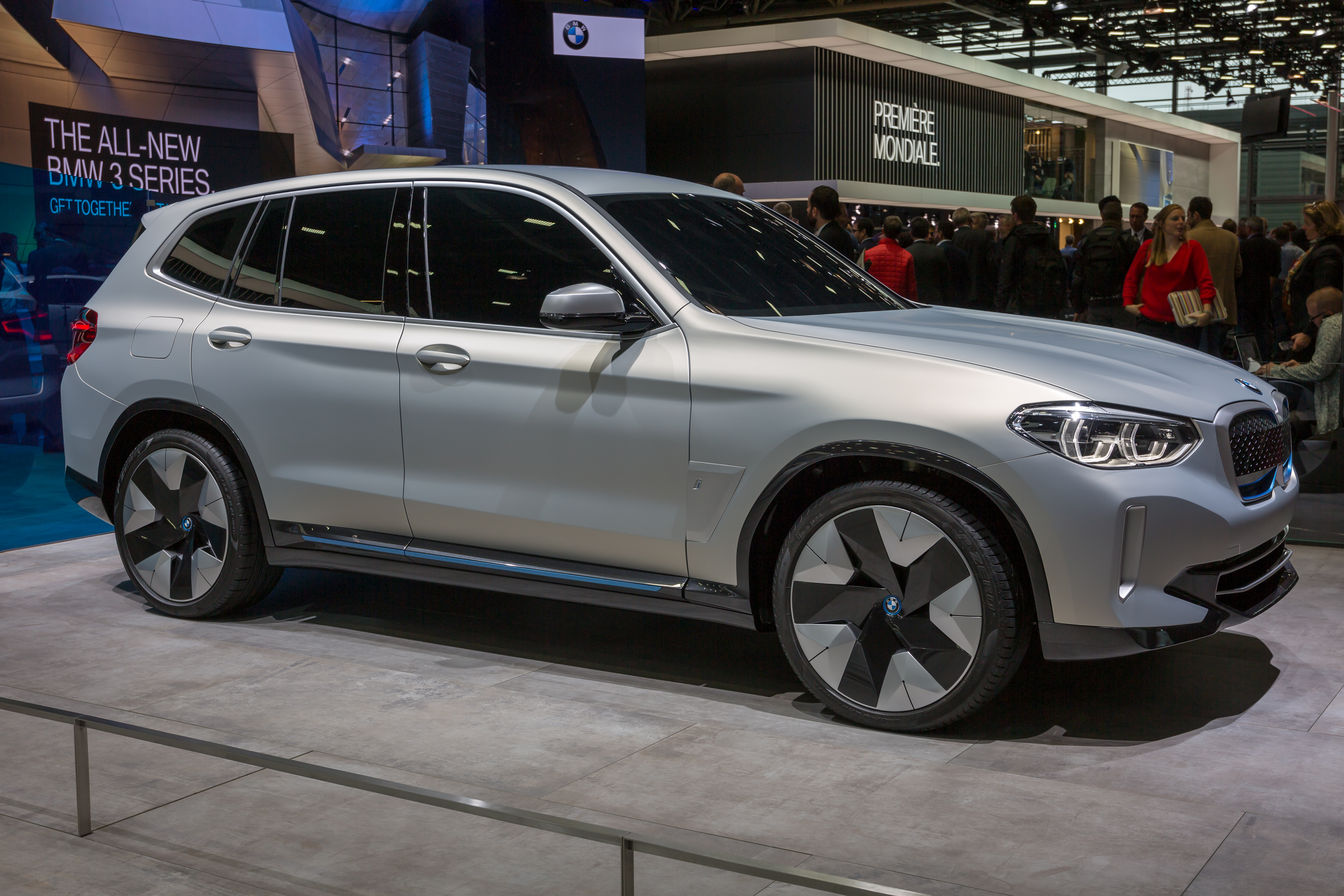
A BMW iX3 Concept koncepcióautó

## Erőátvitel
Az elektromos hajtáslánc a BMW ötödik generációs skálázható elektromos hajtáslánca, amely a BMW i3-nál kompaktabb kialakítással rendelkezik, egyetlen komponensben csoportosítva az elektromos motort, a sebességváltót és az elektromos hajtásláncot. Felépítése nem tartalmaz ritkaföldfémet, és lehetővé teszi a BMW számára, hogy jelentősen csökkentse a gyártási költségeit az i3-hoz képest.
Az akkumulátorok 188 prizmatikus cellából állnak, és a padlón helyezkednek el, ami 75 mm-rel lejjebb helyezi a súlypontot. A 150 kW-os gyorstöltéssel a BMW iX3 34 perc alatt tölthető 0-ról 80 százalékra. 10 percnyi töltés 100 km megtételére elegendő. A csomagtartó űrtartalma 510 liter.

## Fordítás
Ez a szócikk részben vagy egészben  a   BMW iX3 című angol Wikipédia-szócikk ezen változatának fordításán alapul.  Az eredeti cikk szerkesztőit annak laptörténete sorolja fel. Ez a jelzés csupán a megfogalmazás eredetét és a szerzői jogokat jelzi, nem szolgál a cikkben szereplő információk forrásmegjelöléseként.